# Portulaca rhodesiana
Portulaca rhodesiana är en portlakväxtart som beskrevs av R. A. Dwyer och E. A. Bruce. Portulaca rhodesiana ingår i släktet portlaker, och familjen portlakväxter. Inga underarter finns listade i Catalogue of Life.